# Венецану, Нена
Нена Венецану (греч. Νένα Βενετσάνου; род. 15 августа 1955 года, Афины) — греческий композитор и певица. Исполнительница художественных песен.

## Биография
Нена Венецану родилась в Афинах, начала играть на фортепиано у Хариса Кладакиса, продолжила обучение в Греческой консерватории Афин и Сироса, окончила среднюю школу Сироса в 1973 году, и в том же году уехала во Францию для обучения в университете. До 1977 года она изучал историю искусства и археологию в Университете Франш-Конте. В это же время она брала уроки пения в Париже у Ирмы Коласи. В 1977 году она возвращается в Грецию для написания аспирантской диссертации по творчеству Янниса Царухиса, соприкасается с новой постдиктаторской реальностью и решает поселиться в Афинах на постоянной основе. Она присоединилась к общественным движениям и в конце концов вошла в феминистское автономное движение, где вместе с Бетти Комнинос написала свои первые песни, ставшие точкой отсчета для феминизма в Греции. Она появилась на телевидении и дала свой первый концерт вместе с Элени Караиндру. Кристос Леонтис нанял её в качестве певицы в свою группу, и в течение двух лет она сотрудничала с ним в турне по Греции.
Участие в телевизионном конкурсе молодых талантов ERT «Есть шанс» принесло ей первое место. На следующий день она была приглашена в Третью программу радиостанции для участия в самой успешной передаче: «Здесь Лилипополис», для которой она исполнила пять песен: «Яутопотамос», «Роза-Розалия», « на Сидеромасе», «Ночь в Порто-Лили» и «Замок доктора Дракатора». Там она познакомилась с Маносом Хадзидакисом, тогдашним директором Третьей программы, и рядом молодых композиторов, участвуя в передачах, записях и концертах.
Свои первые сольные выступления она начала в небольших культурных клубах с гитаристом Димитрисом Папаггелидисом, а затем сотрудничала с Музыкальной молодежью по всей территории Греции, с Панайотисом Калатзопулосом на гитаре и Эвантией Ребуцикой на скрипке, представляя артистическую песню публике, которая любила классическую музыку. Вместе с Маносом Хаджидакисом он участвовал в «Музыкальном августе» в Ираклионе (Крит), в Национальной галерее и в Национальном театре, где исполнил «Кровавую свадьбу» Лорки. С тех пор он связан с музыкой Маноса Хаджидакиса, когда после его ухода с радио решил представить его творчество в концертной форме по всей Греции и на фестивалях за рубежом. В течение 15 лет Нена Венецану исполняла под его руководством все поздние произведения композитора. Манос Хаджидакис сказал о ней: «Она разумно балансирует между популярным и классическим пением, не теряя при этом своей чувственности, она — полноценный голос».
Однако решающим моментом в её карьере стала встреча с продюсером Алекосом Пацифасом, который в 1979 году предложил записать альбом с её собственными композициями — переводами 5 стихотворений Поля Эльяра на французский язык и 6 греческих песен. Этот альбом, оркестрованный Тасосом Каракатсанисом, в возрасте 24 лет утвердил её среди широкой публики и в греческой индустрии звукозаписи как автора песен. Не менее важной и решающей для её творческой карьеры стала встреча с Никосом Мамагакисом, где она пела в спектаклях «Одиссея» и «Эротокритос». Никос Мамагакис также оркестровал для её голоса «13 народных песен» Лорки. После смерти Алекоса Патсифаса в 1983 году и выхода второго персонального альбома «TO THE BOX OF PANDORAS» с поэзией женщин, положенной на её собственные композиции, с гитаристом Костасом Грегореа, она прекращает сотрудничество с группой «Лира» и, несмотря на то, что впереди её ждет трудное десятилетие, расправляет крылья в Европе и сотрудничает с Театром Средиземноморья в Тулоне, сотрудничество длилось 7 лет и дало более 250 представлений. Она гастролировала по Франции, Швейцарии, Бельгии, Англии, Скандинавии, Венгрии, Италии, Испании, работала с Еленой Музалас, Анжелики Ионату, Мишелем Монтанаро, Луи Лиаком и множеством джазовых и новых традиционных музыкантов из Венгрии, Израиля и Балканских стран, участвовала в концертах и записях. Но сотрудничество с Маносом Хаджидакисом, Никосом Мамагакисом, Никосом Маврудисом, Илиасом Андриопулосом, Алкисти Протопсалтисом, Михалисом Терзисом постепенно вернуло её в Грецию и греческую дискографию. После десятилетнего отсутствия, с продюсером Костасом Котуласом, которого ей представил Джордж Папастефану, она записала альбомы «Icons» и «Cities of the South» для компании Artistic в 1993 году, где на сцену вернулись Мэри Линда, Элиас Клонаридис и новичок Лена Алкайоу. Позже, сотрудничая с MBI и одновременно осуществляя художественное руководство своими альбомами, она выпускает за рубежом альбом «Icons», за которым следуют «Cities of the South», «New Land» и «Brown Greco» в виде триптиха на тему путешествий, полетов и встреч. Она пишет музыку для театра и издает «Звуки театра» — важный труд о зарождении и развитии античной драмы, содержащий отрывки из её музыки к «Троаде» Еврипида — «Плач к Оресту» Яковоса Кампанелли — «Клитемнестра» Маргариты Журсенар с участием актрисы Иоанны Гаваку. Она организует выпуск и пишет музыку для альбома «Eva Kotamanidou reads George Sarantaris», и как художественный продюсер в области пения продолжает непрерывно выступать со своей музыкальной группой в Греции и за рубежом, давая сольные концерты и концерты, пропагандирующие исключительно современную греческую песню. В области композиции, помимо песен, она пишет электронную музыку для театральных и визуальных постановок, среди которых можно отметить «Письма к женщине» на стихи Гиоргоса Сарантариса с актёром Костасом Кастанасом и музыку «Свет, тени, совпадения» для визуальной работы художника Описа Зуниса под руководством Катерины Эвагелакос. Как исполнительница она пела в фильмах «Тихие дни августа» Пантелиса Вулгариса с музыкой Маноса Хатзидакиса, «Элени Букури Альтамура» Клеони Флеса с музыкой Геркулеса Пасхалидиса, «Псиллос», получившем множество наград мирового масштаба фильме Димитриса Ставроса с музыкой Майкла Терзиса, а также в передачах греческого телевидения.
Как композитор и художественный продюсер она сотрудничала с Министерством культуры Греции в деятельности Центра образовательных программ, представив проект «Дары Мусона», который представлял Грецию в рамках греческого президентства в Бельгии и Франции, и проект «Гериданос» — концерт для 13 детей для ICOM в Париже, а в рамках выставки античной драмы и демократии «К Дионису» она занимается сочинением оригинальной музыки. В 2008 году он представляет 1000+1 POLEIS в Аптере Ханьи, а затем в Афинском концертном зале, на Афинском фестивале в Микри Эпидавра и в Оперном театре в Ренне в рамках Европейской театральной встречи. Помимо греческих поэтов-женщин XX века, она ставила музыку французских и итальянских поэтов, таких как Мишель Деги, Поль Элюар, Альберто Савинио, Гиоргос Сарантарис, Микеланджело Буонарроти, Гаспара Стампа Рембо, Верлен, а также ряда немецкоязычных поэтов. Она также выступала с лекциями и семинарами образовательного характера по художественной греческой песне в Бельгии, Франции и Греции. Нена Венецану принадлежит к независимой творческой среде поэтов-песенников второго послевоенного поколения. Начиная с 1980 года и далее, помимо концертов и сольных выступлений со своими песнями и художественным репертуаром, она участвует в записях и альбомах композиторов Луиса Лаха, Мишеля Монтанаро, Гиоргоса Кументакиса, Каллиопи Цупакиса, Гиоргоса Ставрианоса, Линоса Кокотоса, Катерины Полеми, Пиги Ликуди, Димитриса Арнаутиса и других. Она написала музыку к театральным монологам «Обратное путешествие» (театр «Алкмени»), «Мой Андреас» Николеты Сингру (театр «Вольт») и «Мана Экави» Иоанны Гаваку (театр «Алкмени»). Один из основателей Ассоциации Георгия Сарантариса, в течение 18 лет она пропагандирует свое поэтическое творчество, организуя различные образовательные и художественные мероприятия в Греции и за рубежом. Принимает художественное участие в акциях феминистского движения, в презентациях книг, записях и других политических мероприятиях. Награждена Академией Чарльз Кросс Диск за исполнение роли в спектакле «Сафо из Митилены» по пьесе Анг. Ионатоса. Международное бюро мира наградило её вместе с другими видными политическими и художественными деятелями за вклад в дело мира и культуры в Греции. В ноябре 2010 года она была награждена Французской Республикой знаком кавалера Ордена искусств и литературы (Chevalier dans l' Ordre des Arts et des Lettres). В июне 2020 года Академия премий эллинского искусства присудила ей ПРЕМИЮ 2019—2020 годов.
В 2014 году она была в числе 180 деятелей культуры и политики, подписавших «Час европейских левых» в поддержку Алексиса Ципраса. На парламентских выборах 2019 года и в июне 2023 года она была кандидатом в депутаты парламента Греции.

## Другие важные совместные работы Венецану
Периодически выступала с Микисом Теодоракисом под его руководством: с оркестром современной музыки ЭРТ, исполнившим «Матхаузен», «Малые Киклады», с оркестром и музыкальными ансамблями Микиса Теодоракиса, исполнившими его произведения «Эпитафия, Лианотрагуды горького отечества», «Песни борьбы», «Осадное положение», «Как древний ветер», «Романтеро Хитано», «Песня мертвого брата», «Гомер» и другие. Она неоднократно сотрудничала в записях и концертах с: Никос Мавруди, Михалис Терзис, Илиас Андриопулос, Никос Кипургос, Яннис Маркопулос, Анжелики Ионату, Мариза Кох, Луиза Лиак, Мишель Монтанаро, Джордж Кументакис, Вассос Аргиридес, Сократ Венардос и другими композиторами.
Нена Венецану сотрудничала в качестве солиста с Метрополь-оркестром Утрехта, Национальным оркестром Киева, Оссипоф-оркестром Москвы, Оксфордским оркестром Англии, Камерой Мегарон, Оркестром цветов, Оркестром Греческого радио, Афинским государственным оркестром, оркестром «Солисты Москвы», Московским оркестром XXI века, Оркестром XXI века Москвы, Оркестром Будапештского радио.

## Дискография
- 2019- Άγρυπνο Φεγγάρι Νότη Μαυρουδή
- 2019- Γράμματα σε μια Γυναίκα. Ποίηση Γιώργου Σαραντάρη, απαγγελία Κώστα Καστανά. Μουσική Νένας Βενετσάνου.
- 2018- Περιπέτεια Δημήτρης Αρναούτης
- 2018- Ανεμογυαλός Λίνου Κόκοτου
- 2017- Ο Πόνος Όλου του Κόσμου Πηγής Λυκούδη
- 2017- Η Πηγή των Θαυμάτων Γιώργου Σταυριανού
- 2015- Το Βορεινό Παράθυρο Μιχάλη Τερζή
- 2014- Η Μεγάλη Χίμαιρα Κατερίνας Πολέμη
- 2013 — Το Μυστικό του Κόσμου Δημήτρη Λίβανου
- 2012 — Ταξιδεύοντας με την Αργώ Γιάννη Ταντση-Γ.Τσιτρούλη
- 2010- Το Θέατρο στην Αρχαία Αθήνα Νένας Βενετσάνου Πρόγρ.Μελίνα9
- 2009- Νάνι άνθος μου και φως μου Θανάση Μωραϊτη
- 2008- Αττίκ αφιέρωμα Δαυίδ Ναχμία
- 2008 — Προσανατολισμοί, Ηλία Ανδριόπουλου — Οδυσσέα Ελύτη.
- 2004- Πετώντας πας στην Πόλη Τατιάνας Ζωγράφου
- 2003 — Καφέ Γκρέκο Νένας Βενετσάνου
- 2003 — Η Εύα Κοταμανίδου διαβάζει Γ.Σαραντάρη Νένας Βενετσάνου
- 2002- Ο Ψύλλος Μιχάλη Τερζή
- 2002- Χρωματιστά Τραγούδια της Μαρίζας Κωχ
- 2001- Τα Μυστικά του Κήπου Νίκου Κυπουργού
- 2001- Το Τραγούδι του Νεκρού Αδελφού Μίκη Θεοδωράκη
- 2001 — Το Πρόσωπο της Αγάπης Καλλιόπης Τσουπάκη
- 2001- Mήτηρ Θεού Χρήστου Λεοντή
- 2000- Μπαρμπαριά Δημήτρη Μαρκάτου
- 2000- Τι γύρευες μες την Κίνα Τσάκι Τσαν. Βαγιόπουλου -Ρασούλη
- 2000 — Ζεϊμπέκικο "Λαϊκές Προσευχές
- 2000 — Η Νένα Βενετσάνου τραγουδά Μίκη Θεοδωράκη
- 1999- Καντάτα Ελευθερίας Χρήστου Λεοντή
- 1999- Στο ΦΩΣ Καλλιόπη Βέττα
- 1999- Ένα Ευχαριστώ. Χάνομαι γιατί ρεμβάζω.
- 1998- Το πιο μεγάλο ψέμα Γιώργου Σταύριανού
- 1998- Γιαπωνέζικοι Κήποι Σταύρου Παπασταύρου
- 1998 — Η Νένα Βενετσάνου τραγουδά Μάνο Χατζιδάκι
- 1998 — Αργοναύτες Ηλία Ανδριόπουλου
- 1997- Antologie Mousurgia Graeca
- 1997- Πύλη της Άμμου Λουδοβίκου των Ανωγείων
- 1997- El cor del Temps Μaria del Mar Bonet
- 1997- Στην Όχθη της Καρδιάς μου. Συλλογικό
- 1997 — Αγήρων ήχος θεάτρου Ν.Βενετσάνου
- 1996 — Νέα Γη Νένας Βενετσάνου
- 1996 — Πόλεις του Νότου Νένας Βενετσάνου
- 1995- Με μια Ομπρέλα Τρύπια Πένυ Ξενάκη
- 1995 — Εικόνες Ν.Βενετσάνου, Ν.Μαμαγκάκη, Μ.Χατζιδάκι, Μ.Θεοδωράκη
- 1995 Η Νένα Βενετσάνου (επανέκδοση 1του δίσκου με το Κουτί της Πανδώρας)
- 1995- Πυγολαμπίδες Χρήστου Λεοντή
- 1989- Εκγαίνια Χάνομαι γιατί ρεμβάζω
- 1988 -Μορφές Τάσ. Γκρους
- 1988- Δικαίωμα Άλκηστις Πρωτοψάλτη
- 1988- Στη Χώρα του Ορφέα Μιχάλη Τερζή
- 1988 — Τα Κορίτσια της Κυριακής Μ.Τερζή
- 1988 — Στον Σείριο υπάρχουν παιδιά
- 1986 — Η Νέα Εκδρομή Ν.Μαμαγκάκη
- 1985 — Έρως Ανίκατε Μάχαν Ν.Μαυρουδή
- 1985 — Ερωτόκριτος Ν.Μαμαγκάκη
- 1984 — Οδύσσεια Ν.Μαμαγκάκη
- 1984 — Το κουτί της Πανδώρας Νένα Βενετσάνου
- 1983 — Του έρωτα και του Πάθους Λόρκα- Ν.Μαμαγκάκη
- 1983 — Οι Μπαλλάντες της οδού Αθηνάς Μ.Χατζιδάκι
- 1982 — Tέλος δεν έχει το τραγούδι Διασκευές Τ.Καρακατσάνη*
- 1980 — Τα Ελληνικά Τραγούδια- 5 Τραγούδια σε ποίηση Νένα Βενετσάνου